# Zakari Dramani-Issifou
Zakari Dramani-Issifou – alias Bazini Zakari Dramani –, né le 22 août 1940 à Djougou au Bénin (ancien Royaume du Danxomè et ancienne colonie française du Dahomey entre 1894 à 1958), est poète, écrivain, historien et universitaire béninois et français. Il est également consultant pour l'Unesco en pédagogie et didactique. Il a à ce titre participé à l'écriture de l'Histoire générale de l'Afrique en huit volumes, sous l'égide de l'UNESCO.

## Biographie
Né le 22 août 1940 à Djougou où il effectue sa scolarité primaire, il poursuit ses études secondaires au lycée Victor-Ballot à Porto-Novo.
Il entreprend des études supérieures à l'université de Dakar, mais il est arrêté en 1963 à la suite d'un mouvement étudiant, puis libéré. Il quitte alors le
Sénégal pour éviter une nouvelle arrestation et s'installe en France, à Caen, où il reprend ses études d'histoire-géographie.
En 1975 il soutient une thèse de 3e cycle d'histoire, intitulée Les relations entre le Maroc et l'empire Sonrhaï dans la seconde moitié du XVIe siècle, à l'université Paris VIII-Vincennes.
Également professeur au lycée Jean Rostand de Caen et membre du Centre de recherche en civilisation africaine (CERASA), il est chargé de cours à l'université nationale du Bénin (1978-1986), puis à l'université de Paris VIII (1983-1990, 1993-1994).

En parallèle il collabore à de nombreux ouvrages à caractère scientifique, tels que l'Histoire générale de l'Afrique en huit volumes, sous l'égide de l'UNESCO. On lui doit en particulier le chapitre 4 du volume III, « L'Islam en tant que système social en Afrique depuis le VIIe siècle ».

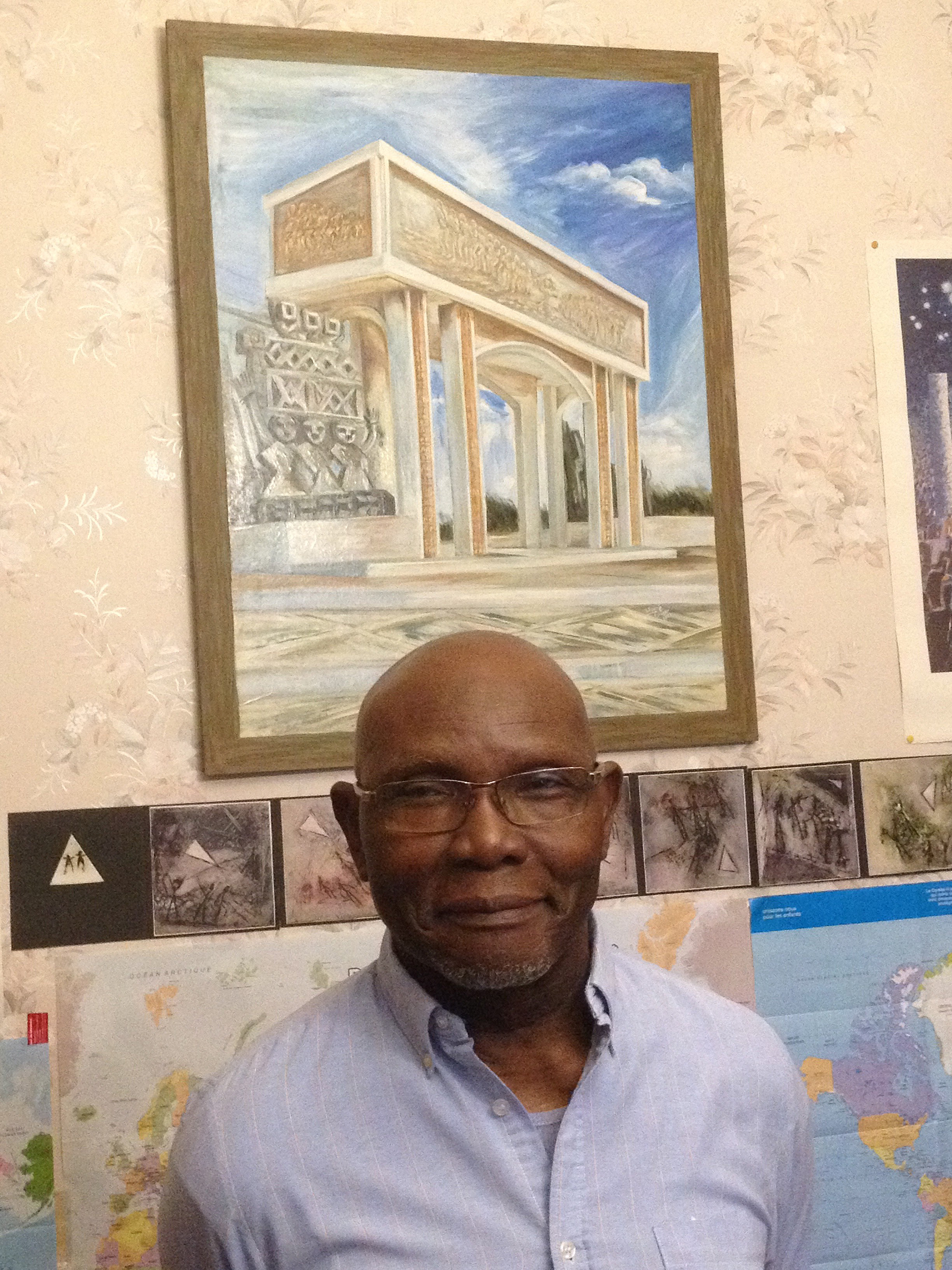
Zakari Dramani-Issifou en 2020.

## Publications

### Œuvres littéraires
- Le nouveau cri, 1965 (poésie)
- Récidive (mots pour maux), Le Dé bleu, 1985 (poésie)
- Les dires de l'arbre-mémoire : voix initiatiques, 1999 (poésie)
- Le fil à couper le cœur  (nouvelle, d’après un tableau d’Alain Letort), d’après une enquête d’Harry Dickson, Presses universitaires de Caen, 2002, 21 p.
- Convergences en 10. Dialogue écrivain-peintre, 10 textes de Z. Dramani-Issifou et 10 encres de Françoise Lelouch-Cochet, Dozulé, Les Éditions du Chameau, Collection Plum’Art, no 10, 2005.
- « Le souffle de l'arbre fétiche de Cewelxa », récit in Carnet d’esquisses, Dozulé, Les Éditions du Chameau, 2007, p. 13-23.
- De la Métaphore au Manifeste, texte bilingue espagnol/français de la présentation au public d’ « Africa Genitrix », Santo Domingo, 15 juin 2015, 4 p.

### Ouvrages et publications scientifiques
- « Routes de commerce et mise en place des populations du Nord du Bénin actuel », in 2000 ans d’histoire africaine. Le sol, la parole et l'écrit. Mélanges en hommage à Raymond Mauny, tome II, Paris,  Société française d'histoire d'outre-mer, 1981, p. 655-672, [lire en ligne].
- L'Afrique noire dans les relations internationales au XVIe siècle, Karthala, 1982 (texte remanié de la thèse)
- « Le champ sémantique de l'ethnicité chez Ahmed Baba dans le Mi'raj al-Suhud (XVIe – XVIIe siècles) », in Les Ethnies ont une histoire, Chrétien (J.-P) et Prunier (G.), dir., Paris, Karthala, 1989
- « L'Histoire inhumaine. Massacres, génocide, des origines à nos jours », Le continent africain, chap.14, Paris, Armand Colin, 1992
- Les Songhay, dimension historique, in Les Vallées du Niger, Catalogue scientifique du Musée national des Arts d'Afrique et d'Océanie, Paris, Éditions de la Réunion des Musées nationaux, 1993
- « Rapport sur l’utilisation des ouvrages de l’Histoire Générale de l’Afrique (UNESCO, 8 volumes) à des fins pédagogiques » : in Comité Scientifique International pour la recherche d’une histoire de l’Afrique – Dernière session plénière 10-13 avril 1999, Tripoli (La Jamahiriya Arabe Libyenne).
- « Djougou : Commerce international et multi-culturalité. Un essai d’histoire sociale et culturelle de Zougou-Wangara du XIVe à l’aube du XXIe siècle » pour la revue Interfaces, déc. 1999 – 39 pages N°3. pp. 4-23.
- « Les manuscrits arabes dans l’histoire des relations entre l’Afrique de l’Ouest et la Méditerranée du XVe au XXVIIIe siècle », in La Nouvelle Revue anthropologique, Institut international d’anthropologie, Milan, 1999, p. 139-151.
- Rapport d'évaluation sur l'état actuel de l'enseignement de l'Histoire en général et de l'Histoire de l'Afrique dans les pays d'Afrique, Unesco, Paris, 2000
- Haïti et le Vodoun : culture, racines et dépendances, Communication au Colloque international de Yaoundé (Cameroun), sur le thème : 1804-2004 : Haïti, le regard de l'Afrique, Marseille, Riveneuve Éditions, 2006
- « Un paradoxe culturel au nord-ouest du Bénin : Djougou et l'aire dendi », in Hélène Joubert et Christophe Vital, Dieux, rois et peuples du Bénin : arts anciens du littoral aux savanes, Paris, 2008, p. 94-105  (ISBN 978-2-7572-0185-5)
- (es) África y el Caribe: destinos cruzados, siglos XV-XIX, Archivo General de la Nación, Santo Domingo, 2011
- (es) Africa genitrix.  Las Migraciones primordiales. Mitos y Realidades, Santo Domingo, Archivo General de la Nacion, Volumen CCXXXVIII, 2015

## Distinctions
- 1981 : Prix de Poésie – Ministère de la Culture du Bénin pour le recueil Le Soleil à travers les Palmes.
- En 1986 il est distingué par l'Académie française qui lui décerne la médaille de bronze du Grand Prix de Poésie pour Récidive (Mots pour Maux[4]).

- En 1999, il devient Chevalier des Arts et des Lettres[5]de la République Française.
- 2005 : Prix National de Poésie – Poètes et Artistes du Bourbonnais
- Prix pour le recueil Le Nouveau Cri
- 2005 : Prix National de Poésie – Prix Francophonie
- Prix pour le recueil Les Dires de l’Arbre Mémoire.